# Wildsee (Tyrolen, Fieberbrunn)
Wildsee är en sjö i Österrike.   Den ligger i förbundslandet Tyrolen, i den centrala delen av landet, 300 km väster om huvudstaden Wien. Wildsee ligger 1 847 meter över havet. Den högsta punkten i närheten är Wildseeloder, 2 118 meter över havet, väster om Wildsee.
Trakten runt Wildsee består i huvudsak av gräsmarker. Runt Wildsee är det ganska glesbefolkat, med 34 invånare per kvadratkilometer.